# Sein Win
Sein Win (Pegu, 1941) è un politico birmano.
È stato primo ministro (non riconosciuto dal governo centrale della Birmania) del Governo di Coalizione Nazionale dell'Unione della Birmania (NCGUB), un governo in esilio rimasto in carica dalla sua fondazione nel 1990 fino allo scioglimento nel 2012.
L'Unione di Myanmar era un regime militare. Eletto nel 1990, Sein Win formò la coalizione nazionale per il governo dell'Unione di Birmania al fine di riportare la democrazia in Myanmar (Birmania) che manca dal 1962 come forma ufficiale di governo. Sein Win è cugino di Aung San Suu Kyi e presidente del NCGUB dalla sua fondazione. Il generale Than Shwe aveva detenuto tutti poteri in Birmania, essendo stato presidente dello SPDC. Khin Nyut era primo ministro fino al 19 ottobre 2004, sostituito dal meno liberale Soe Win.
| Controllo di autorità | VIAF (EN) 121992781 · ISNI (EN) 0000 0000 8050 9851 · LCCN (EN) no2018077869 · GND (DE) 141552492 |